# José Manuel Rincón
José Manuel Rincón Figueroa (Navojoa, Sonora, 3 de noviembre de 1992) es un actor mexicano. Es conocido por participar en telenovelas como La Rosa de Guadalupe y Como Dice el Dicho, y más recientemente por interpretar a Adriano Carbajal en la serie original de Netflix Pacto de Silencio (2023).

## Carrera
En 2014 entró a estudiar en el Centro de Educación Artística de Televisa en la Ciudad de México del cual se graduó en diciembre de 2016.
Su primera aparición en televisión fue en el programa unitario La rosa de Guadalupe y también ha participado en algunos episodios de Como dice el dicho.
En 2017 obtuvo el protagónico juvenil como Nico Alvarado en la telenovela Caer en tentación de la productora Giselle González Salgado donde comparte créditos con Ela Velden.

## Filmografía

### Telenovelas y series
| Año       | Telenovela        | Personaje                     |
| --------- | ----------------- | ----------------------------- |
| 2017-2018 | Caer en tentación | Nicolás "Nico" Alvarado Rivas |
| 2019      | Ringo             | Rafael Villar                 |
| 2019-2021 | Monarca           | Gonzalo Carranza              |
| 2022      | Donde hubo fuego  | Erick Padilla                 |
| 2023      | Senda prohibida   | Roberto Rubio                 |
| 2023      | Pacto de silencio | Adriano Carbajal              |

### Unitarios
| Año                          | Programa                                  | Episodio                                                         | Personaje   |
| ---------------------------- | ----------------------------------------- | ---------------------------------------------------------------- | ----------- |
| 2015                         | La rosa de Guadalupe                      | Nunca es tarde para amar                                         | Aldo        |
| 2015                         | La rosa de Guadalupe                      | La última y nos vamos                                            | Renato      |
| 2016                         | La rosa de Guadalupe                      | La muñeca                                                        | Alexei      |
| Millennials, el joven de hoy | La rosa de Guadalupe                      | Fabricio                                                         |             |
| Como dice el dicho           | El que por su gusto corre, nunca se cansa | Mayko                                                            |             |
| Como dice el dicho           | Echando a perder se aprende               | Tito                                                             |             |
| Como dice el dicho           | 2017                                      | Juzgan los enamorados que los otros que tienen los ojos vendados | Juan Carlos |
| Como dice el dicho           | 2017                                      | Lo que mortifica ni se recuerda ni se platica                    | Eleazar     |

### Obras de teatro
| Año  | Obra                         | Personaje           |
| ---- | ---------------------------- | ------------------- |
| 2015 | El hamlet perdido de Moliere | Rey Claudio         |
| 2017 | La piedra oscura             | Sebastián (soldado) |